# Самошифруемый диск
Самошифруемый диск (англ. self-encrypting drive — SED) — диск, шифрование которого реализовано на методах аппаратного шифрования и полного шифрования диска с условием того, что в контроллер этого диска встроено устройство аппаратного шифрования. Такие диски продаются различными производителями, например Seagate Technology, Western Digital, Samsung, Hewlett-Packard, ViaSat (англ.), Hitachi, Toshiba. Многие из таких производителей используют алгоритм шифрования Advanced Encryption Standard (AES) и спецификации Opal Storage Specification (OPAL) (англ.), предоставляемые Trusted Computing Group (TCG) (англ.).

## Характеристики
Согласно патенту #: US20110264925 самошифруемые диски состоят из данных, ключа шифрования (находящегося среди данных), процессора, выполняемых инструкций и интерфейса связи. В самошифруемых дисках ключ шифрования генерируется внутри диска и никогда не попадает в память и центральное процессорное устройство (ЦПУ) компьютера. Самошифруемые диски, использующие алгоритм шифрования AES используют 128 или 256 битные ключи для шифрования данных.
TCG утверждают, что сам процесс шифрования постоянен и расшифрование, как и шифрование, незаметно для пользователя и для операционной системы.Однако, для полноценной работы с диском пользователю необходимо пройти предзагрузочную аутентификацию. Процесс аутентификации неотделим от диска. Разные компании используют различные системы аутентификации, например ATA Security или TSG OPAL.Согласно TCG, самошифруемые диски использующие их OPAL спецификации поддерживают многопользовательский доступ и многопользовательское администрирование, каждый из которых с собственным паролем и собственными учётными данными.
Согласно патенту #: US20120254602 предзагрузка состоит из предзагрузочной операционной системы (ОС), программного обеспечения (ПО) разблокирования, ПО управления самошифруемого диска, графического интерфейса, системы управления доступом и других средств (подробнее по ссылке).
Работа предзагрузки самошифруемого диска определяется следующим порядком:
1. При первой загрузке это ПО запрашивает пользователя ввести номинальные учётные данные и генерирует дисковый ключ сессии (англ. disk session key — DSK), которым шифрует эти пользовательские данные.
2. Далее это ПО хеширует номинальные пользовательские учётные данные и шифрует им DSK, который после сохраняет.
3. При выключении питания шифрование активируется[как?][уточнить].
4. Когда пользователь запускает компьютер, ПО управления самошифруемого диска запрашивает номинальные учётные данные.
5. После получения данных это ПО хеширует их и расшифровывает ключ DSK, которым затем расшифровывает ранее записанные номинальные учётные данные.
6. ПО проверяет соответствие ранее записанных и полученных данных.
  1. В случае несоответствия пользователю предоставляется ещё несколько (заранее определённое количество[уточнить][источник?]) шансов ввести правильные номинальные учётные данные.
  2. В случае правильности введённых данных отправляется сигнал на расшифрование данных на самошифруемом диске.

## Очистка диска
Согласно патенту #: US20120254602 ПО управления самошифруемого диска при получении команды очистки уничтожает ключ шифрования, таким образом данные невозможно расшифровать и они становятся недоступными. С другой стороны согласно патенту #: US20110264925 когда пользователь хочет очистить диск, ему предлагается несколько вариантов очистки (например: удаление ключа шифрования (быстрый способ, но менее безопасный) или замена данных другими).
TCG утверждает что их спецификация при очистке диска стирает имеющийся ключ шифрования и генерирует новый ключ, таким образом информация, которая была ранее записана становится недоступной. Указанный выше способ[какой?] шифро-очистки (англ. crypto-erase) является эффективным способом для самошифруемых дисков.

## Устойчивость к взлому
Многие самошифруемые диски используют общепринятый алгоритм шифрования AES. В нём используются 128- или 256-битные ключи. Начиная с 2003 года, АНБ считает данный алгоритм достаточно устойчивым для защиты государственной тайны. В случае самошифруемого диска ключ хранится на самом диске в зашифрованном виде, таким образом взломщик не может им завладеть.
Поскольку шифрование происходит на аппаратном уровне, и ключ шифрования никогда не попадает в память и процессор компьютера, то невозможно провести обычные атаки через операционную систему компьютера или память компьютера пользователя, например холодную загрузку или атаку «evil maid». Более того, после перезагрузки или вхождения в спящий режим диск для продолжения работы вновь запрашивает пароль авторизации.

## Уязвимость
Существует несколько уязвимостей у самошифруемых дисков:
1. Несмотря на защищённость самошифруемого диска алгоритмом AES, уязвимым местом остаётся авторизация пользователя с помощью пароля.
2. Исследователи в университете Эрлангена — Нюрнберга нашли способы возможного взлома самошифруемых дисков. Один из них называется Hot Plug attack. В этом методе атакуемый диск после авторизации должен быть переподключён к компьютеру взломщика без отключения питания диска[11]. Другие же атаки являются адаптированными из уже имеющихся способов для определённых ситуаций[17].